# 1889 a filmművészetben

## Filmek
- Komótos gyalogosok, felül nyitott buszok és könnyű kétkerekű lovaskocsik r.: William Friese-Greene

## Születések
- február 3. – Carl Theodor Dreyer, dán filmrendező († 1968)
- február 8. – Siegfried Kracauer, német filmkritikus, újságíró († 1966)
- február 23. – Musidora, francia színésznő, forgatókönyvíró, filmrendező († 1957)
- február 23. – Victor Fleming, Oscar-díjas amerikai rendező († 1949)
- április 16. – Charlie Chaplin, brit színész és filmrendező († 1977)
- május 20. – Karin Molander, svéd színésznő († 1978)
- május 31. – Athene Seyler, brit színésznő († 1990)
- június 11. – Wesley Ruggles, amerikai filmrendező, producer († 1972)
- június 15. – Salka Viertel, osztrák-magyar színésznő és forgatókönyvíró († 1978)
- július 5. – Jean Cocteau, francia rendező († 1963)
- július 27. – Vera Karalli, orosz színésznő, balerina († 1972)
- augusztus 24. – Tom London, amerikai színész († 1963)
- november 10. – Claude Rains, brit-amerikai színész († 1967)
- november 19. – Clifton Webb, amerikai színész († 1966)